# 新成建設
新成建設株式会社は、東京都港区に本社を置く建設事業、不動産事業を行う企業である。

## 沿革
- 1972年3月 - 横浜市磯子区に駿河建設株式会社設立。
- 1985年6月 - 同神奈川区鶴屋町に本社移転。
- 1990年10月31日 - 株式を店頭公開。
- 1995年2月 - 神奈川区台町に本社移転。
- 1995年8月10日 - 東京証券取引所2部上場。
- 2000年8月 - 株式会社スルガコーポレーションに商号変更。
- 2008年3月 - 立ち退き交渉を依頼した不動産会社「光誉実業」の社長などが弁護士法違反（非弁行為）の疑いで逮捕される。これにより、株価がストップ安となった（2月末に1300円の値をつけていたが、3月中期に300円まで下落した）。また、会長兼社長の岩田一雄が社長職を辞任した。
- 2008年6月24日 - 民事再生法適用を申請。
- 2008年7月25日 - 上場廃止。
- 2009年4月 - 再生計画が認可。
- 2010年5月 - インサイダー取引を行っていたとして、元社長の岩田らが逮捕される。
- 2014年3月28日 - 民事再生手続終結。
- 2015年10月 - 東京都港区芝公園に本社移転。
- 2016年1月1日 - 新成建設株式会社に商号変更。
- 2017年5月 - 東京都港区愛宕に本社移転。

## マンションブランド
- フォーシーズンズ
- ルピナス
- プリムローズ

## 献金
- 菅義偉
- 小此木八郎